# Ashley Long
Ashley Long (Londres, 8 de junho de 1979) é o nome artístico de uma ex-atriz pornográfica britânica. Iniciou sua carreira na indústria de filmes adultos em 2001, aos 22 anos de idade.
Long tem um papel no filme de televisão a cabo de 2005, Call Girl Wives.

## Prêmios e indicações
| Ano  | Cerimônia             | Resultado | Categoria                                                                   | Trabalho               |
| ---- | --------------------- | --------- | --------------------------------------------------------------------------- | ---------------------- |
| 2004 | AFWG Award            | Venceu    | Best Actress, Filme                                                         | Compulsion             |
| 2004 | AFWG Award            | Venceu    | Best Sex Scene, Filme                                                       | Compulsion             |
| 2004 | AVN Award             | Venceu    | Best Couples Sex Scene, Filme (com Kurt Lockwood)                           | Compulsion             |
| 2004 | AVN Award             | Venceu    | Best Group Sex Scene, Vídeo (com Julie Night, Nacho Vidal & Manuel Ferrara) | Back 2 Evil            |
| 2004 | AVN Award             | Indicada  | Female Performer of the Year                                                | —                      |
| 2004 | AVN Award             | Indicada  | Best Actress – Filme                                                        | Compulsion             |
| 2004 | AVN Award             | Indicada  | Best Group Sex Scene – Film (com Mickey G., Denis Marti & Jack Spade)       | Compulsion             |
| 2004 | AVN Award             | Indicada  | Most Outrageous Sex Scene (com Johnny Thrust, Mr. Pete & Mike Maloney)      | Extreme Penetrations 4 |
| 2004 | Delta di Venere Award | Venceu    | Best American Female Performer                                              | —                      |
| 2004 | XRCO Award            | Venceu    | Single Performance, Actress                                                 | Compulsion             |
| 2004 | XRCO Award            | Indicada  | Group Scene (com Mickey G., Denis Marti & Jack Spade)                       | Compulsion             |
| 2004 | XRCO Award            | Indicada  | Group Scene (com Julie Night, Nacho Vidal & Manuel Ferrara)                 | Back 2 Evil            |
| 2006 | AVN Award             | Indicada  | Best Tease Performance                                                      | Illumination           |